# Droits LGBT en Pologne

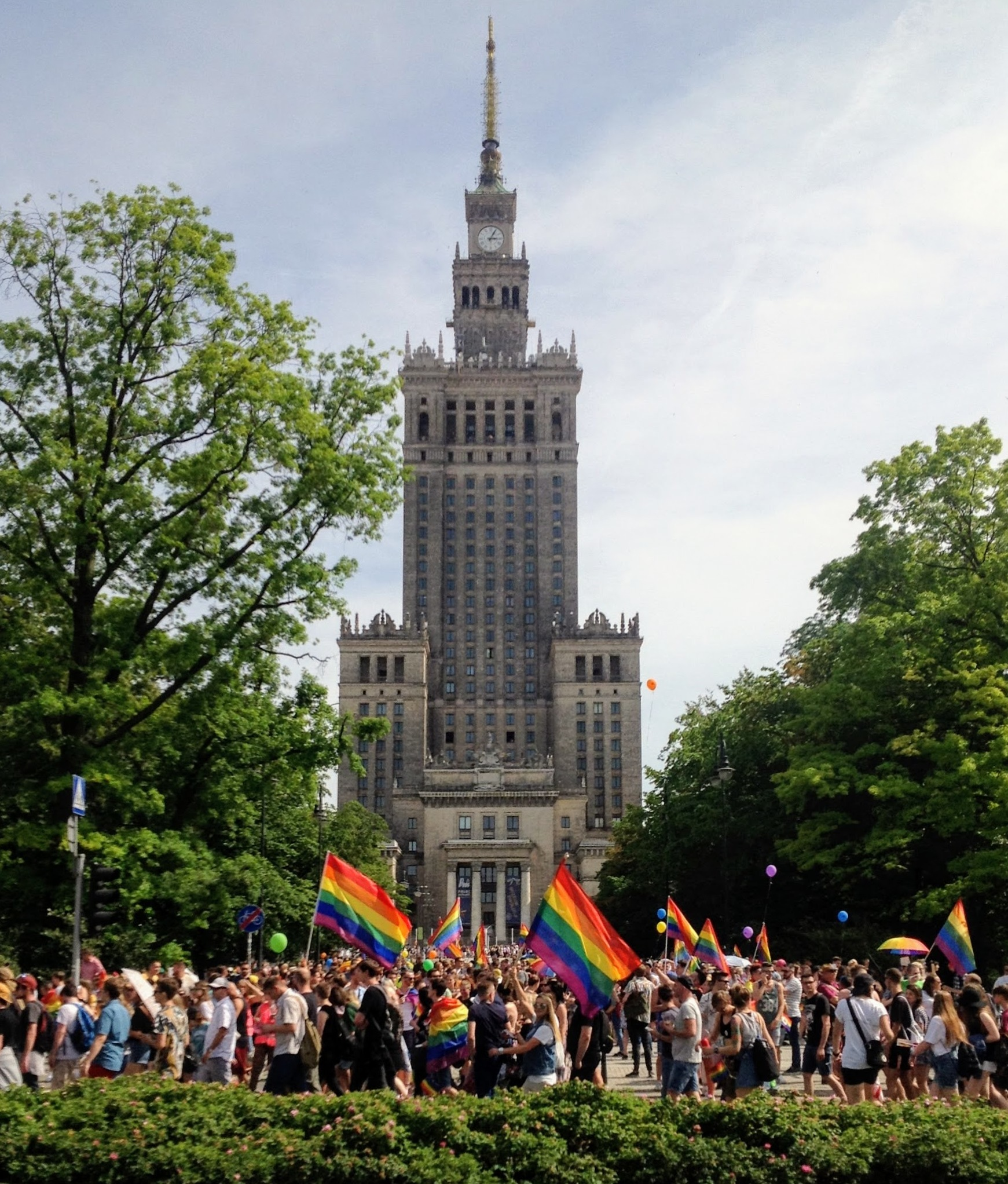
Parada Równości à Varsovie en 2018.

Les personnes lesbiennes, gays, bisexuelles et transgenres (LGBT) en Pologne font face à des difficultés légales et des discriminations que ne connaissent pas les résidents non LGBT. La stigmatisation des personnes LGBT, régulièrement dénoncée par les instances européennes, augmente après le retour au pouvoir du parti ultraconservateur Droit et justice (PiS) en 2015. En 2024, la Pologne est le pays de l'Union européenne où les droits des personnes LGBT sont les plus bas.

## Comparaison européenne
Selon l'étude annuelle Rainbow map mené par l’organisation européenne LGBT ILGA-Europe, la Pologne est en 2017 l’un des pays européens qui assure la plus faible protection juridique en la matière. Le code pénal polonais ne reconnaît pas les crimes ou délits à motivation homophobe. En 2023 et en 2024, la Pologne est le pays de l'Union européenne où les droits des personnes LGBT sont les plus bas.
La notion d'homophobie n'existant pas juridiquement en Pologne, il n'est pas possible d'évaluer l'ampleur des discriminations visant les personnes LGBT.

## Homosexualité

### Reconnaissance légale
En 1932, la criminalisation de l'homosexualité est retirée du Code pénal. Agnieszka Kościańska indique que, sous le régime communiste, « la situation légale des homosexuels était bien meilleure en Pologne que dans les autres pays du socialisme d’État ».
En 1985, les autorités lancent l'opération Hyacinthe, afin de recenser les homosexuels polonais dans le contexte de l'épidémie de sida. Ils doivent signer un document certifiant qu'ils n'ont pas de relations avec des mineurs masculins. Une liste de 11 000 personnes est dressée, chiffre pourtant bien inférieur au nombre réel d'homosexuels polonais. Au-delà de l'argument médical, il s'agissait d'une initiative pour surveiller et contrôler un groupe social en quête de reconnaissance.
Il n'y a pas de reconnaissance légale des couples homosexuels. L'article 18 de la Constitution de la république de Pologne (1997) définit le mariage comme l'union d'un homme et d'une femme et la place sous la protection de la république de Pologne.
Jarosław Kaczyński, dirigeant du parti Droit et justice (PiS), au pouvoir de 2015 à 2023, est opposé à une législation sur le mariage des couples homosexuels.
Lors des élections parlementaires d'octobre 2023, le PiS est battu et une coalition plus progressiste arrive au pouvoir. Le 12 décembre 2023, le manque de reconnaissance légale des couples de même sexe par la Pologne est jugé contraire à la convention européenne des droits de l'homme par la CEDH dans l'affaire Przybyszewska et autres c. Pologne. À la suite de ce jugement, des députés proposent en juillet 2024 une loi visant à instaurer une forme d'union pour les couples de même sexe, que le gouvernement rajoute à son ordre du jour le 8 juillet 2024. Cependant, le gouvernement Tusk III est restreint dans sa capacité à faire passer certaines lois en faveur des droits LGBT en raison du droit de veto que pourrait utiliser le président de la République Andrzej Duda (membre du parti conservateur PiS). Les militants LGBT espèrent que l'élection présidentielle de 2025 verra l'arrivée au pouvoir d'un président plus favorable à cette cause, ce qui permettrait au gouvernement de faire adopter une loi pour une union civile des couples de même sexe.

### Droit d'asile
En août 2013, un Ougandais a obtenu par décision administrative le droit d'asile en Pologne sur la base de son orientation sexuelle. C'est la première fois que l'asile est accordé sur la base de l'orientation sexuelle en Pologne.

### Discriminations
En 2019, la Cour constitutionnelle polonaise, contrôlée par le parti conservateur Droit et justice, autorise les commerçants à refuser des clients homosexuels au nom de leurs convictions religieuses.

### Gestation pour autrui
La gestation pour autrui n'est pas règlementée en Pologne,, ce qui signifie qu'elle n'est en principe ni acceptée ni interdite. Les couples homosexuels ne sont cependant pas autorisés à avoir des enfants, ce qui rend l'adoption et la GPA difficiles. Le 11 octobre 2018, un couple de lesbiennes vivant en Grande-Bretagne, dont une femme de nationalité polonaise, est autorisé pour la première fois à enregistrer leur enfant sous la nationalité polonaise,.
Le 6 décembre 2021, la Cour européenne des droits de l'homme (CEDH) déboute un couple d'hommes gays qui avaient fait appel de la décision d'un tribunal polonais de ne pas accorder la nationalité polonaise à leurs deux enfants nés aux États-Unis via un recours à la GPA dans l'affaire S.-H. c. Pologne,.

## Transidentité
Jusqu’en 2025, les personnes trans devaient intenter un procès à leurs parents pour pouvoir changer de genre à l'état civil. En l'absence de loi spécifique sur le changement de genre, la procédure devait passer par un tribunal, en utilisant l'article 189 du code de procédure civile. Cette situation est médiatisée et dénoncée par des activistes LGBT+, notamment Maja Heban. En mars 2025, la cour suprême polonaise met fin à cette obligation.

## «Zones» anti LGBT+

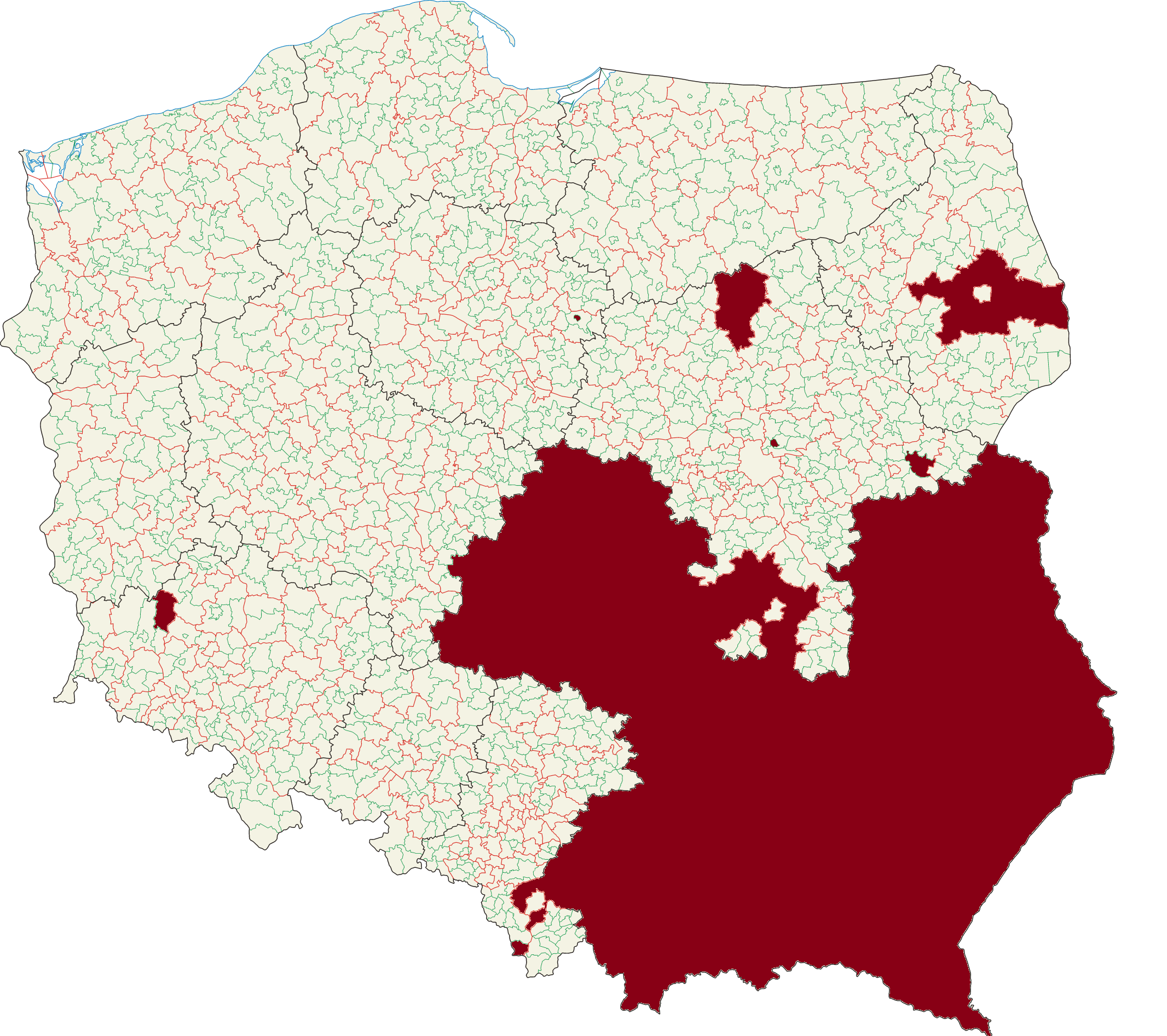
Pologne : « zones » anti LGBT+ (janvier 2020).

En 2019, au moins 88 localités polonaises (dans lesquelles vit environ 30 % de la population) adoptent des résolutions dans lesquelles des services privés peuvent être refusés à des personnes LGBT+,,,. Elles recouvrent un tiers du territoire national, notamment les régions très catholiques du Sud-Est et de l'Est du pays. Le Parlement européen dénonce la présence des zones prétendument « libres de toute idéologie LGBT+ » en Pologne et rappelle que les fonds de l'UE ne doivent pas être utilisés à des fins discriminatoires. Certaines municipalités françaises suspendent leur jumelage avec des municipalités polonaises anti-LGBT+,.
De son côté, Rafał Trzaskowski, maire libéral de Varsovie, signe le 18 février 2019 une « charte LGBT+ », s'attirant les critiques des milieux conservateurs et ultra-catholiques,. Selon Le Monde, cette charte « prévoit la création d’un « refuge » pour les personnes en difficulté ou rejetées par leur famille, un système de suivi et de statistiques des comportements homophobes, une éducation contre la discrimination et une éducation sexuelle qui tient compte de la question de l’orientation sexuelle – en accord avec les recommandations de l’Organisation mondiale de la santé ».
En juin 2020, la Commission européenne demande à la Pologne des explications sur les « Zones » anti LGBT+ et rappelle que le versement des fonds est soumis au respect des droits fondamentaux ; l’Union européenne prive six villes polonaises de subventions liées à un programme de jumelage en raison de leurs mesures LGBTphobes. Le 15 juillet 2020, la proclamation de deux zones « sans idéologie LGBT » est annulée par la justice mais quatre autres tribunaux rejettent les plaintes portées contre ces zones.
Les 2 et 3 novembre 2020, le Congrès des pouvoirs locaux et régionaux du Conseil de l'Europe prévoit de mener une enquête pour rédiger un rapport sur « le rôle et les responsabilités des autorités locales dans la protection des personnes LGBTQI+ » en Pologne. Dans un rapport rendu public le 3 décembre 2020, la commissaire aux droits de l’homme du Conseil de l’Europe, Dunja Mijatovic, souligne l’aggravation de la stigmatisation des personnes LGBT depuis le retour au pouvoir, en 2015, du parti ultraconservateur Droit et justice
En septembre 2021, l'assemblée régionale de voïvodie de Sainte-Croix annule une résolution légitimant localement la création de « zones » anti LGBT+. Adoptée en 2019 par plusieurs municipalités de la région, la mesure symbolique est supprimée après la suspension par l'Union européenne (UE) du versement de millions d'euros de subvention. Sous la pression de l'UE, la voïvodie de Lublin, les villes de Kielce, Rzeszów et Cracovie abolissent aussi les « zones sans idéologie LGBT ». Un mois plus tôt, la voïvodie de Petite-Pologne, a, de son côté, confirmé sa législation instaurant des zones « LGBT-free », malgré un avertissement de la Commission européenne qui subordonne l'obtention de fonds européens au retrait de toute mesure discriminatoire fondée sur l'orientation sexuelle.
En novembre 2023, il ne reste plus que 15 zones sur les 105 du début.
En avril 2025, le conseil municipal de Łańcut vote pour abolir sa résolution et la dernière zone du pays après 6 ans.